# Harbach (Grünberg)
Harbach ist ein Stadtteil von Grünberg im ober- bzw. mittelhessischen Landkreis Gießen.

## Geografie

### Geografische Lage
Harbach liegt am Rande des vorderen Vogelsbergs, etwa auf halbem Weg zwischen Reiskirchen und der Stadt Grünberg. Mit den Flüsschen Josseler und Äschersbach durchfließen zwei Nebenflüsse der Wetter seine Gemarkung, weswegen es auch der nördlichsten Wetterau zugerechnet werden kann. Harbach ist der westlichste Stadtteil von Grünberg.

### Nachbarorte
Im Norden grenzt Harbach an die Orte Saasen und Lindenstruth, im Westen an Hattenrod und im Süden an Ettingshausen (alle Gemeinde Reiskirchen); die östlichen Nachbarn sind mit Queckborn und Göbelnrod zwei Grünberger Stadtteile.

### Ortsgliederung
Neben dem Kernort liegen mit zwei ehemaligen Mühlen in den Tälern von Äschersbach und Josseler im Süden sowie einem Aussiedlerhof drei weitere bewohnte Siedlungen in der Gemarkung. Eine der beiden Mühlen ist die sogenannte Sommersmühle, die zwischen Queckborn und Harbach liegt.

## Ortsgeschichte

### Mittelalter
Die Ersterwähnung des Ortes stammt aus dem Jahr 1243. In der Urkunde wird nicht nur der Ort, sondern auch ein dort ansässiger Adliger „Arnoldus de Horbach“ genannt. 1290 heißt es in einem Kopiar: „Henricus de Hoerbach“, der ein weiterer Vertreter des Ortsadels ist.
Den 1. November 1375 bekundete der Ritter Thiele von Beltershain, dass ihm der Landgraf Hermann II. von Hessen für eine Schuld von 250 Gulden das Dorf „Horbach“ verpfändet habe. Vielleicht derselbe Hof erscheint urkundlich 1383: „des hobis zu hoyrbach“. 1390 wird in einer Urkunde die Lageangabe „gelegin zu Harbach“ angeführt.
In der Namensforschung wird der Ortsname als „Siedlung am schmutzigen Bach“ gedeutet. Diese Deutung bezieht sich auch auf den Ort Haarhausen.
Die heutige Harbacher Kirche wurde um 1250 erbaut: „parochiales nostri de Harebach“ (unsere Pfarrkirche zu Harbach).

### Neuzeit
Aus Harbach stammte der Räuber Johannes Reitz, genannt „Haarbacher Hannes“, der Anfang des 19. Jahrhunderts zur Vogelsberger Bande gehörte.
Die Statistisch-topographisch-historische Beschreibung des Großherzogthums Hessen berichtet 1830 über Harbach:

„Harbach (L. Bez. Grünberg) evangel. Filialdorf; liegt 1 St. von Grünberg, hat 77 Häuser und 381 Einwohner, die alle evangelisch sind, und unter welchen 55 Bauern, 7 Handwerker und 10 Taglöhner sich befinden. Der Ort hat 1 Kirche und 4 Mühlen. – Im Jahr 1250 willigt Probst Werner zu Wirberg in die Erbauung einer Kapelle zu Harbach, der Mutterkirche zu Saasen unbeschadet.“

Die bis dahin selbständige Gemeinde Harbach wurde im Zuge der Gebietsreform in Hessen zum 1. Februar 1971 auf freiwilliger Basis In die Stadt Grünberg eingemeindet. Für Harbach sowie für alle ehemals eigenständigen Gemeinden von Grünberg und die Kernstadt wurde je ein Ortsbezirk gebildet.

### Verwaltungsgeschichte im Überblick
Die folgende Liste zeigt die Staaten und Verwaltungseinheiten, denen Harbach angehört(e):
- 1391 und später: Heiliges Römisches Reich, Landgrafschaft Hessen, Amt Grünberg
- ab 1567: Heiliges Römisches Reich, Landgrafschaft Hessen-Marburg, Amt Grünberg[17]
- 1604–1648: Heiliges Römisches Reich, strittig zwischen Landgrafschaft Hessen-Darmstadt und Landgrafschaft Hessen-Kassel (Hessenkrieg)
- ab 1604: Heiliges Römisches Reich, Landgrafschaft Hessen-Darmstadt, Oberfürstentum Hessen, Amt Grünberg,[18] Amt Grünberg[19]
- ab 1806: Großherzogtum Hessen,[Anm. 2] Fürstentum Ober-Hessen, Amt Grünberg[20][21]
- ab 1815: Großherzogtum Hessen, Provinz Oberhessen, Amt Grünberg[22]
- ab 1821: Großherzogtum Hessen, Provinz Oberhessen, Landratsbezirk Grünberg[Anm. 3]
- ab 1832: Großherzogtum Hessen, Provinz Oberhessen, Kreis Grünberg
- ab 1848: Großherzogtum Hessen, Regierungsbezirk Gießen
- ab 1852: Großherzogtum Hessen, Provinz Oberhessen, Kreis Grünberg
- ab 1867: Norddeutscher Bund,[Anm. 4] Großherzogtum Hessen, Provinz Oberhessen, Kreis Grünberg
- ab 1871: Deutsches Reich, Großherzogtum Hessen, Provinz Oberhessen, Landkreis Grünberg
- ab 1874: Deutsches Reich, Großherzogtum Hessen, Provinz Oberhessen, Kreis Gießen
- ab 1918: Deutsches Reich (Weimarer Republik), Volksstaat Hessen, Provinz Oberhessen, Kreis Gießen
- ab 1938: Deutsches Reich, Volksstaat Hessen, Landkreis Gießen[23][Anm. 5]
- ab 1945: Amerikanische Besatzungszone,[Anm. 6] Groß-Hessen, Regierungsbezirk Darmstadt, Landkreis Gießen
- ab 1946: Amerikanische Besatzungszone, Hessen, Regierungsbezirk Darmstadt, Landkreis Gießen
- ab 1949: Bundesrepublik Deutschland, Hessen, Regierungsbezirk Darmstadt, Landkreis Gießen
- ab 1971: Bundesrepublik Deutschland, Hessen, Regierungsbezirk Darmstadt, Landkreis Gießen, Stadt Grünberg[Anm. 7]
- ab 1977: Bundesrepublik Deutschland, Hessen, Regierungsbezirk Darmstadt, Lahn-Dill-Kreis, Stadt Grünberg
- ab 1979: Bundesrepublik Deutschland, Hessen, Regierungsbezirk Darmstadt, Landkreis Gießen, Stadt Grünberg
- ab 1981: Bundesrepublik Deutschland, Hessen, Regierungsbezirk Gießen, Landkreis Gießen, Stadt Grünberg

### Recht

#### Materielles Recht
In Harbach galt der Stadt- und Amtsbrauch von Grünberg als Partikularrecht. Das Gemeine Recht galt nur, soweit der Amtsbrauch keine Bestimmungen enthielt. Dieses Sonderrecht alten Herkommens behielt seine Geltung auch während der Zugehörigkeit zum Großherzogtum Hessen im 19. Jahrhundert, bis es zum 1. Januar 1900 von dem einheitlich im ganzen Deutschen Reich geltenden Bürgerlichen Gesetzbuch abgelöst wurde.

#### Gerichtsverfassung seit 1803
In der Landgrafschaft Hessen-Darmstadt wurde mit Ausführungsverordnung vom 9. Dezember 1803 das Gerichtswesen neu organisiert. Für die Provinz Oberhessen wurde das Hofgericht Gießen als Gericht der zweiten Instanz eingerichtet. Die Rechtsprechung der ersten Instanz wurde durch die Ämter bzw. Standesherren vorgenommen und somit war für Harbach das „Amt Grünberg“ zuständig. Nach der Gründung des Großherzogtums Hessen 1806 wurden die Aufgaben der ersten Instanz 1821 im Rahmen der Trennung von Rechtsprechung und Verwaltung auf die neu geschaffenen Landgerichte übertragen. „Landgericht Grünberg“ war daher von 1821 bis 1879 die Bezeichnung für das erstinstanzliche Gericht, das für Harbach zuständig war.
Anlässlich der Einführung des Gerichtsverfassungsgesetzes mit Wirkung vom 1. Oktober 1879, infolge derer die bisherigen großherzoglichen Landgerichte durch Amtsgerichte an gleicher Stelle ersetzt wurden, während die neu geschaffenen Landgerichte nun als Obergerichte fungierten, kam es zur Umbenennung in „Amtsgericht Grünberg“ und Zuteilung zum Bezirk des Landgerichts Gießen. Am 1. Juli 1968 erfolgte die Auflösung des Amtsgerichts Grünberg, Harbach wurde dem Amtsgericht Gießen zugelegt.

## Bevölkerung

### Einwohnerstruktur 2011
Nach den Erhebungen des Zensus 2011 lebten am Stichtag dem 9. Mai 2011 in Harbach 687 Einwohner. Darunter waren 18 (2,6 %) Ausländer. Nach dem Lebensalter waren 117 Einwohner unter 18 Jahren, 303 zwischen 18 und 49, 135 zwischen 50 und 64 und 135 Einwohner waren älter. Die Einwohner lebten in 279 Haushalten. Davon waren 69 Singlehaushalte, 87 Paare ohne Kinder und 96 Paare mit Kindern, sowie 18 Alleinerziehende und 9 Wohngemeinschaften. In 54 Haushalten lebten ausschließlich Senioren und in 180 Haushaltungen lebten keine Senioren.

### Einwohnerentwicklung
| Quelle: Historisches Ortslexikon |                                                                                    |
| • 1577:                          | 030 Hausgesesse                                                                    |
| • 1630:                          | 021 zweispännige, 4 einspännige Ackerleute, 2 Einläuftige                          |
| • 1669:                          | 145 Seelen                                                                         |
| • 1742:                          | 001 Geistlicher/Beamter, 58 Untertanen, 19 junge Mannschaften, kein Beisassen/Jude |
| • 1806:                          | 371 Einwohner, 73 Häuser                                                           |
| • 1829:                          | 381 Einwohner, 77 Häuser                                                           |
| • 1867:                          | 355 Einwohner, 65 bewohnte Gebäude                                                 |
| • 1875:                          | 359 Einwohner, 66 bewohnte Gebäude                                                 |

| Harbach: Einwohnerzahlen von 1791 bis 2020 | Harbach: Einwohnerzahlen von 1791 bis 2020 | Harbach: Einwohnerzahlen von 1791 bis 2020 | Harbach: Einwohnerzahlen von 1791 bis 2020 | Harbach: Einwohnerzahlen von 1791 bis 2020 |
| --- | ------------------------------------------ | ------------------------------------------ | ------------------------------------------ | ------------------------------------------ |
| Jahr |                                            |                                            |                                            | Einwohner                                  |
| 1791 | 1791                                       |                                            | 319                                        | 319                                        |
| 1800 | 1800                                       |                                            | 334                                        | 334                                        |
| 1806 | 1806                                       |                                            | 371                                        | 371                                        |
| 1829 | 1829                                       |                                            | 381                                        | 381                                        |
| 1834 | 1834                                       |                                            | 408                                        | 408                                        |
| 1840 | 1840                                       |                                            | 401                                        | 401                                        |
| 1846 | 1846                                       |                                            | 404                                        | 404                                        |
| 1852 | 1852                                       |                                            | 431                                        | 431                                        |
| 1858 | 1858                                       |                                            | 376                                        | 376                                        |
| 1864 | 1864                                       |                                            | 369                                        | 369                                        |
| 1871 | 1871                                       |                                            | 346                                        | 346                                        |
| 1875 | 1875                                       |                                            | 359                                        | 359                                        |
| 1885 | 1885                                       |                                            | 366                                        | 366                                        |
| 1895 | 1895                                       |                                            | 361                                        | 361                                        |
| 1905 | 1905                                       |                                            | 393                                        | 393                                        |
| 1910 | 1910                                       |                                            | 394                                        | 394                                        |
| 1925 | 1925                                       |                                            | 406                                        | 406                                        |
| 1939 | 1939                                       |                                            | 423                                        | 423                                        |
| 1946 | 1946                                       |                                            | 579                                        | 579                                        |
| 1950 | 1950                                       |                                            | 580                                        | 580                                        |
| 1956 | 1956                                       |                                            | 619                                        | 619                                        |
| 1961 | 1961                                       |                                            | 614                                        | 614                                        |
| 1967 | 1967                                       |                                            | 668                                        | 668                                        |
| 1970 | 1970                                       |                                            | 651                                        | 651                                        |
| 1980 | 1980                                       |                                            | ?                                          | ?                                          |
| 1987 | 1987                                       |                                            | 656                                        | 656                                        |
| 2003 | 2003                                       |                                            | 712                                        | 712                                        |
| 2011 | 2011                                       |                                            | 687                                        | 687                                        |
| 2016 | 2016                                       |                                            | 656                                        | 656                                        |
| 2020 | 2020                                       |                                            | 640                                        | 640                                        |
| Datenquelle: Historisches Gemeindeverzeichnis für Hessen: Die Bevölkerung der Gemeinden 1834 bis 1967. Wiesbaden: Hessisches Statistisches Landesamt, 1968. Weitere Quellen: LAGIS; Ab 1970: Stadt Grünberg:; Zensus 2011 |                                            |                                            |                                            |                                            |

### Historische Religionszugehörigkeit
| • 1829: | 381 evangelische (= 100 %) Einwohner                              |
| • 1961: | 520 evangelische (= 84,69 %) 83 katholische (= 15,31 %) Einwohner |

### Historische Erwerbstätigkeit
| • 1961: | Erwerbspersonen: 154 Land- und Forstwirtschaft, 136 Prod. Gewerbe, 24 Handel, Verkehr und Nachrichtenübermittlung, 29 Dienstleistungen und Sonstige. |

## Politik
Für den Stadtteil Harbach besteht ein Ortsbezirk (Gebiete der ehemaligen Gemeinde Harbach) mit Ortsbeirat und Ortsvorsteher nach der Hessischen Gemeindeordnung.
Der Ortsbeirat besteht aus sieben Mitgliedern. Bei den Kommunalwahlen in Hessen 2021 betrug die Wahlbeteiligung zum Ortsbeirat 61,12 %. Alle Kandidaten gehörten der „Bürgerliste Harbach“ an. Der Ortsbeirat wählte Oliver Schäfer zum Ortsvorsteher.

## Naturdenkmal
- Die Jägereiche bei Harbach mit einem Brusthöhenumfang von 6,40 m (2014).[34]